# Aethriamanta gracilis
Aethriamanta gracilis е вид водно конче от семейство Libellulidae. Видът е незастрашен от изчезване.

## Разпространение
Разпространен е в Индонезия (Калимантан и Суматра), Камбоджа, Лаос, Малайзия (Западна Малайзия, Сабах и Саравак), Сингапур, Тайланд и Филипини.